# Graham E. Bell
Graham E. Bell, ameriški astronom.

## Delo
Dela na Observatoriju Farpoint v Eskridgeu v Kansasu, ZDA, kjer sodeluje z Garyjem Hugom.
Graham Bell je uspešen odkritelj asteroidov. Je tudi soodkritelj kometa 178P/Hug-Bell.